# San Francisco abrazando a Cristo en la Cruz
San Francisco abrazando a Cristo en la Cruz es un cuadro de Bartolomé Esteban Murillo, pintado al óleo sobre lienzo con unas dimensiones de 283 x 188 cm. Datado entre los años 1668 al 1669, actualmente se conserva en el Museo de Bellas Artes de Sevilla.

## Historia
El cuadro forma parte de una serie de pinturas encargadas a Murillo por la Orden de los Capuchinos para la iglesia de su convento en Sevilla. Tales obras, realizadas alrededor de los años 1668 y 1669, debían exaltar los elementos distintivos de la espiritualidad franciscana.
El tema de la obra (Alegoría sobre la renuncia al mundo material de Francisco de Asís para seguir a Jesús.) ya había sido plasmado por otros pintores y entre todas las versiones, la más célebre era la de Francisco Ribalta realizada cerca de diez años antes para los capuchinos de Valencia. Por tanto es fácil pensar que fueron los hermanos valencianos, quienes además contribuyeron en la fundación del convento de Sevilla, los que sugirieron a Murillo la reproducción de ese motivo en su tela.

## Descripción y características

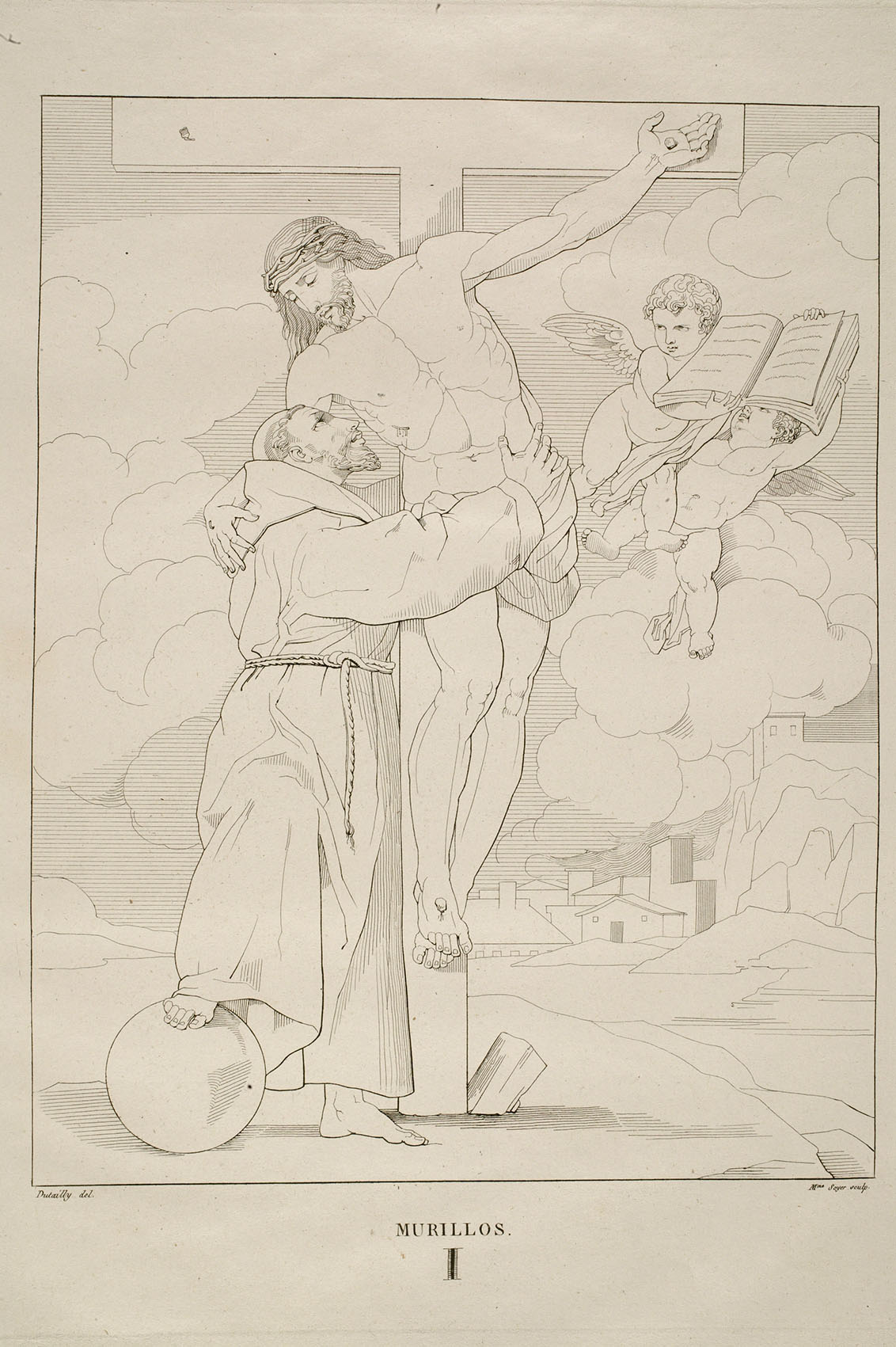
Dibujo del cuadro, obra de María Pauline Soyer, publicado en Voyage pittoresque et historique de l'Espagne, de Alexandre de Laborde

La composición simboliza el momento culminante de la vida de San Francisco de Asís, es decir, cuando decide renunciar a todos sus bienes materiales para abrazar la vida religiosa.
Junto a la cruz, dos ángeles sujetan un libro abierto donde se puede leer en latín el pasaje del Evangelio de Lucas (14,33) que dice: 
"Así, pues, cualquiera de vosotros que no renuncie a todas las cosas que posee no puede ser mi discípulo"
De este modo, el globo sobre el que san Francisco apoya el pie, casi como empujándolo, simboliza el mundo terreno que rechaza y abandona para convertirse en discípulo de Jesús.
La composición es de luz suave y colores cálidos combinando sin estridencias los pardos, azules y verdes con la palidez del cuerpo de Cristo.  